# Sewak Chanaghjan

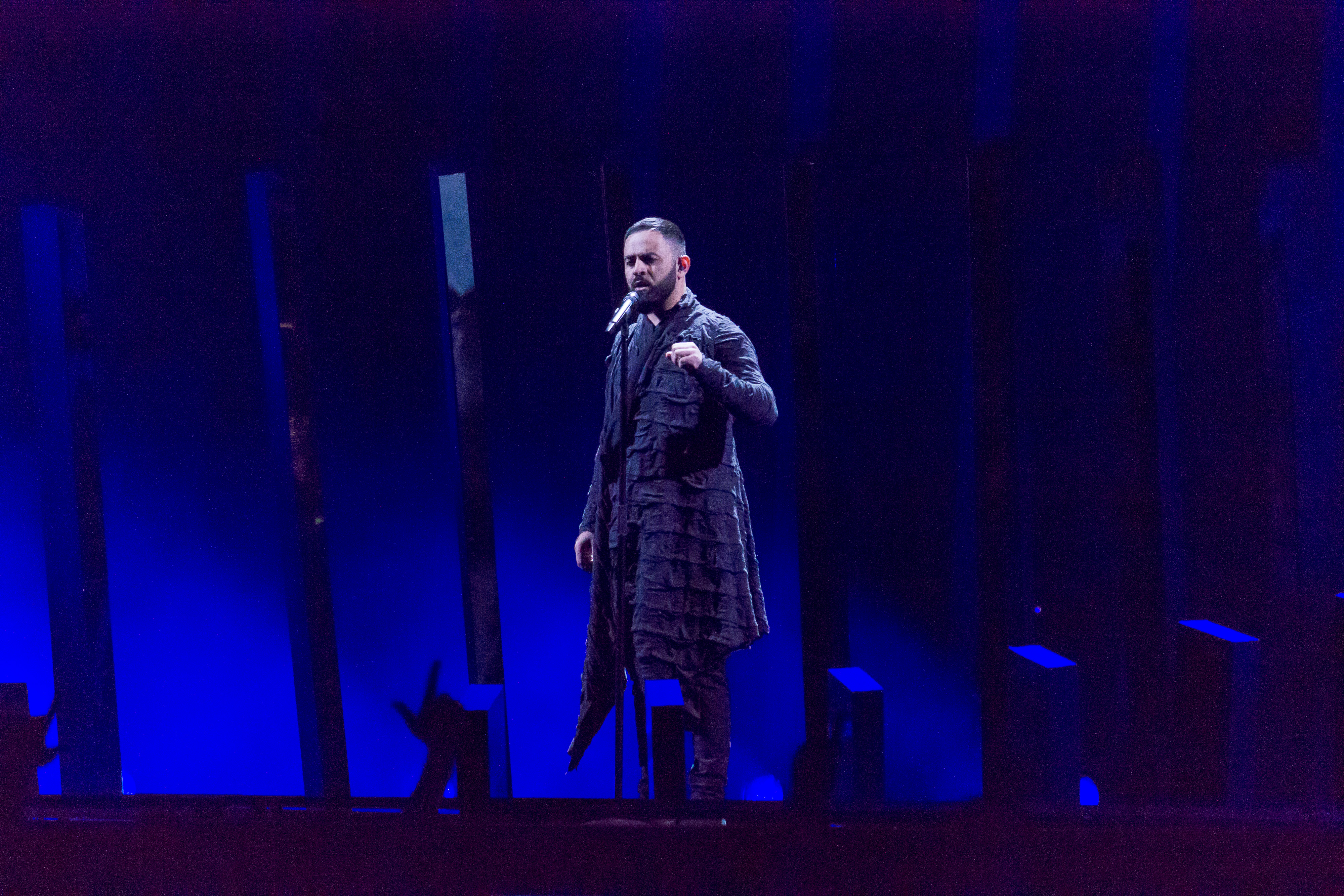
Sewak Chanaghjan, 2018

Sewak Chanaghjan (armenisch Սևակ Խանաղյան, * 28. Juli 1987 in Mezawan, Armenien) ist ein armenischer Sänger.

## Leben und Wirken
Den größten Teil seines Lebens verbrachte er in Russland.
2016 gewann er die siebte Staffel der ukrainischen Version von X-Factor. 2017 war er Jurymitglied bei The Voice of Armenia. 
Mit seinem Titel Qami gewann er am 25. Februar 2018 das Festival Depi Jewratessil 2018. Er vertrat sein Heimatland im Mai 2018 beim Eurovision Song Contest in Lissabon. Er konnte sich nach seiner Teilnahme am ersten Halbfinale allerdings nicht für das Finale des Wettbewerbs qualifizieren.

## Diskografie

### Alben
- 2019: Океан внутри тебя

### Singles
- 2016: Когда мы с тобой (feat. Varda)
- 2016: Hayrenik
- 2016: Hin Fayton
- 2017: Не молчи
- 2017: Im Ttvatsin
- 2017: Новогодняя
- 2017: Если вдруг
- 2018: Qami
- 2018: Зеркала
- 2018: Я чувствую кожей (feat. Lyudmila Sokolova)
- 2018: Amena
- 2019: Океан внутри тебя
- 2019: Доброе утро

### Beiträge für Soundtracks
- 2018: Пустота (für den Film „Непрощённый“)